# Romas Venclovas
Romas Venclovas (* 21. September 1960  in Kretingalė, Rajongemeinde Klaipėda) ist ein litauischer Politiker.

## Leben
1976 absolvierte er die Schule Kretingalė, 1980 das Bautechnikum Plungė und 1992 das Diplomstudium des Bauingenieurwesens am Vilniaus inžinerinis statybos institutas. Von 1980 bis 1984 arbeitete er als Arbeitenleiter in Šiauliai und Mažeikiai, von 1984 bis 1985 als Ingenieur im Werk der Elektrotechnik, von 1985 bis 1988 als leitender Ingenieur, von 1989 bis 1990 als Leiter der Kooperative „Ryšininkas“, von 1990 bis 1995 als Direktor der UAB „TVS“, von 1995 bis 2004 und ab 2008 als Generaldirektor bei UAB „Roventa“. Von 2004 bis 2008 war er Mitglied im Seimas.
Seit 2011 ist er Mitglied im Rat der Rajongemeinde Mažeikiai.
Ab 2003 war er Mitglied der Darbo partija,
ab 2006 der  Pilietinės demokratijos partija.

## Quelle
- 2011 m. Lietuvos savivaldybių tarybų rinkimai

| Personendaten    | Personendaten                              |
| ---------------- | ------------------------------------------ |
| NAME             | Venclovas, Romas                           |
| KURZBESCHREIBUNG | litauischer Politiker, Mitglied des Seimas |
| GEBURTSDATUM     | 21. September 1960                         |
| GEBURTSORT       | Kretingalė, Rajongemeinde Klaipėda         |